# 1463
Portal Geschichte | Portal Biografien | Aktuelle Ereignisse | Jahreskalender | Tagesartikel

◄ |
14. Jahrhundert |
15. Jahrhundert
| 16. Jahrhundert | ►

◄ |
1430er |
1440er |
1450er |
1460er
| 1470er | 1480er | 1490er | ►

◄◄ |
◄ |
1459 |
1460 |
1461 |
1462 |
1463
| 1464 | 1465 | 1466 | 1467 | ► | ►►
Staatsoberhäupter  · Nekrolog
| Januar | Januar | Januar | Januar | Januar | Januar | Januar | Januar |
| Kw     | Mo     | Di     | Mi     | Do     | Fr     | Sa     | So     |
| ------ | ------ | ------ | ------ | ------ | ------ | ------ | ------ |
| 52     |        |        |        |        |        | 1      | 2      |
| 1      | 3      | 4      | 5      | 6      | 7      | 8      | 9      |
| 2      | 10     | 11     | 12     | 13     | 14     | 15     | 16     |
| 3      | 17     | 18     | 19     | 20     | 21     | 22     | 23     |
| 4      | 24     | 25     | 26     | 27     | 28     | 29     | 30     |
| 5      | 31     |        |        |        |        |        |        |

| Februar | Februar | Februar | Februar | Februar | Februar | Februar | Februar |
| Kw      | Mo      | Di      | Mi      | Do      | Fr      | Sa      | So      |
| ------- | ------- | ------- | ------- | ------- | ------- | ------- | ------- |
| 5       |         | 1       | 2       | 3       | 4       | 5       | 6       |
| 6       | 7       | 8       | 9       | 10      | 11      | 12      | 13      |
| 7       | 14      | 15      | 16      | 17      | 18      | 19      | 20      |
| 8       | 21      | 22      | 23      | 24      | 25      | 26      | 27      |
| 9       | 28      |         |         |         |         |         |         |

| März | März | März | März | März | März | März | März |
| Kw   | Mo   | Di   | Mi   | Do   | Fr   | Sa   | So   |
| ---- | ---- | ---- | ---- | ---- | ---- | ---- | ---- |
| 9    |      | 1    | 2    | 3    | 4    | 5    | 6    |
| 10   | 7    | 8    | 9    | 10   | 11   | 12   | 13   |
| 11   | 14   | 15   | 16   | 17   | 18   | 19   | 20   |
| 12   | 21   | 22   | 23   | 24   | 25   | 26   | 27   |
| 13   | 28   | 29   | 30   | 31   |      |      |      |

| April | April | April | April | April | April | April | April |
| Kw    | Mo    | Di    | Mi    | Do    | Fr    | Sa    | So    |
| ----- | ----- | ----- | ----- | ----- | ----- | ----- | ----- |
| 13    |       |       |       |       | 1     | 2     | 3     |
| 14    | 4     | 5     | 6     | 7     | 8     | 9     | 10    |
| 15    | 11    | 12    | 13    | 14    | 15    | 16    | 17    |
| 16    | 18    | 19    | 20    | 21    | 22    | 23    | 24    |
| 17    | 25    | 26    | 27    | 28    | 29    | 30    |       |

| Mai | Mai | Mai | Mai | Mai | Mai | Mai | Mai |
| Kw  | Mo  | Di  | Mi  | Do  | Fr  | Sa  | So  |
| --- | --- | --- | --- | --- | --- | --- | --- |
| 17  |     |     |     |     |     |     | 1   |
| 18  | 2   | 3   | 4   | 5   | 6   | 7   | 8   |
| 19  | 9   | 10  | 11  | 12  | 13  | 14  | 15  |
| 20  | 16  | 17  | 18  | 19  | 20  | 21  | 22  |
| 21  | 23  | 24  | 25  | 26  | 27  | 28  | 29  |
| 22  | 30  | 31  |     |     |     |     |     |

| Juni | Juni | Juni | Juni | Juni | Juni | Juni | Juni |
| Kw   | Mo   | Di   | Mi   | Do   | Fr   | Sa   | So   |
| ---- | ---- | ---- | ---- | ---- | ---- | ---- | ---- |
| 22   |      |      | 1    | 2    | 3    | 4    | 5    |
| 23   | 6    | 7    | 8    | 9    | 10   | 11   | 12   |
| 24   | 13   | 14   | 15   | 16   | 17   | 18   | 19   |
| 25   | 20   | 21   | 22   | 23   | 24   | 25   | 26   |
| 26   | 27   | 28   | 29   | 30   |      |      |      |

| Juli | Juli | Juli | Juli | Juli | Juli | Juli | Juli |
| Kw   | Mo   | Di   | Mi   | Do   | Fr   | Sa   | So   |
| ---- | ---- | ---- | ---- | ---- | ---- | ---- | ---- |
| 26   |      |      |      |      | 1    | 2    | 3    |
| 27   | 4    | 5    | 6    | 7    | 8    | 9    | 10   |
| 28   | 11   | 12   | 13   | 14   | 15   | 16   | 17   |
| 29   | 18   | 19   | 20   | 21   | 22   | 23   | 24   |
| 30   | 25   | 26   | 27   | 28   | 29   | 30   | 31   |

| August | August | August | August | August | August | August | August |
| Kw     | Mo     | Di     | Mi     | Do     | Fr     | Sa     | So     |
| ------ | ------ | ------ | ------ | ------ | ------ | ------ | ------ |
| 31     | 1      | 2      | 3      | 4      | 5      | 6      | 7      |
| 32     | 8      | 9      | 10     | 11     | 12     | 13     | 14     |
| 33     | 15     | 16     | 17     | 18     | 19     | 20     | 21     |
| 34     | 22     | 23     | 24     | 25     | 26     | 27     | 28     |
| 35     | 29     | 30     | 31     |        |        |        |        |

| September | September | September | September | September | September | September | September |
| Kw        | Mo        | Di        | Mi        | Do        | Fr        | Sa        | So        |
| --------- | --------- | --------- | --------- | --------- | --------- | --------- | --------- |
| 35        |           |           |           | 1         | 2         | 3         | 4         |
| 36        | 5         | 6         | 7         | 8         | 9         | 10        | 11        |
| 37        | 12        | 13        | 14        | 15        | 16        | 17        | 18        |
| 38        | 19        | 20        | 21        | 22        | 23        | 24        | 25        |
| 39        | 26        | 27        | 28        | 29        | 30        |           |           |

| Oktober | Oktober | Oktober | Oktober | Oktober | Oktober | Oktober | Oktober |
| Kw      | Mo      | Di      | Mi      | Do      | Fr      | Sa      | So      |
| ------- | ------- | ------- | ------- | ------- | ------- | ------- | ------- |
| 39      |         |         |         |         |         | 1       | 2       |
| 40      | 3       | 4       | 5       | 6       | 7       | 8       | 9       |
| 41      | 10      | 11      | 12      | 13      | 14      | 15      | 16      |
| 42      | 17      | 18      | 19      | 20      | 21      | 22      | 23      |
| 43      | 24      | 25      | 26      | 27      | 28      | 29      | 30      |
| 44      | 31      |         |         |         |         |         |         |

| November | November | November | November | November | November | November | November |
| Kw       | Mo       | Di       | Mi       | Do       | Fr       | Sa       | So       |
| -------- | -------- | -------- | -------- | -------- | -------- | -------- | -------- |
| 44       |          | 1        | 2        | 3        | 4        | 5        | 6        |
| 45       | 7        | 8        | 9        | 10       | 11       | 12       | 13       |
| 46       | 14       | 15       | 16       | 17       | 18       | 19       | 20       |
| 47       | 21       | 22       | 23       | 24       | 25       | 26       | 27       |
| 48       | 28       | 29       | 30       |          |          |          |          |

| Dezember | Dezember | Dezember | Dezember | Dezember | Dezember | Dezember | Dezember |
| Kw       | Mo       | Di       | Mi       | Do       | Fr       | Sa       | So       |
| -------- | -------- | -------- | -------- | -------- | -------- | -------- | -------- |
| 48       |          |          |          | 1        | 2        | 3        | 4        |
| 49       | 5        | 6        | 7        | 8        | 9        | 10       | 11       |
| 50       | 12       | 13       | 14       | 15       | 16       | 17       | 18       |
| 51       | 19       | 20       | 21       | 22       | 23       | 24       | 25       |
| 52       | 26       | 27       | 28       | 29       | 30       | 31       |          |

| Januar | Januar | Januar | Januar | Januar | Januar | Januar | Januar |
| Kw     | Mo     | Di     | Mi     | Do     | Fr     | Sa     | So     |
| ------ | ------ | ------ | ------ | ------ | ------ | ------ | ------ |
| 52     |        |        |        |        |        | 1      | 2      |
| 1      | 3      | 4      | 5      | 6      | 7      | 8      | 9      |
| 2      | 10     | 11     | 12     | 13     | 14     | 15     | 16     |
| 3      | 17     | 18     | 19     | 20     | 21     | 22     | 23     |
| 4      | 24     | 25     | 26     | 27     | 28     | 29     | 30     |
| 5      | 31     |        |        |        |        |        |        |

| Februar | Februar | Februar | Februar | Februar | Februar | Februar | Februar |
| Kw      | Mo      | Di      | Mi      | Do      | Fr      | Sa      | So      |
| ------- | ------- | ------- | ------- | ------- | ------- | ------- | ------- |
| 5       |         | 1       | 2       | 3       | 4       | 5       | 6       |
| 6       | 7       | 8       | 9       | 10      | 11      | 12      | 13      |
| 7       | 14      | 15      | 16      | 17      | 18      | 19      | 20      |
| 8       | 21      | 22      | 23      | 24      | 25      | 26      | 27      |
| 9       | 28      |         |         |         |         |         |         |

| März | März | März | März | März | März | März | März |
| Kw   | Mo   | Di   | Mi   | Do   | Fr   | Sa   | So   |
| ---- | ---- | ---- | ---- | ---- | ---- | ---- | ---- |
| 9    |      | 1    | 2    | 3    | 4    | 5    | 6    |
| 10   | 7    | 8    | 9    | 10   | 11   | 12   | 13   |
| 11   | 14   | 15   | 16   | 17   | 18   | 19   | 20   |
| 12   | 21   | 22   | 23   | 24   | 25   | 26   | 27   |
| 13   | 28   | 29   | 30   | 31   |      |      |      |

| April | April | April | April | April | April | April | April |
| Kw    | Mo    | Di    | Mi    | Do    | Fr    | Sa    | So    |
| ----- | ----- | ----- | ----- | ----- | ----- | ----- | ----- |
| 13    |       |       |       |       | 1     | 2     | 3     |
| 14    | 4     | 5     | 6     | 7     | 8     | 9     | 10    |
| 15    | 11    | 12    | 13    | 14    | 15    | 16    | 17    |
| 16    | 18    | 19    | 20    | 21    | 22    | 23    | 24    |
| 17    | 25    | 26    | 27    | 28    | 29    | 30    |       |

| Mai | Mai | Mai | Mai | Mai | Mai | Mai | Mai |
| Kw  | Mo  | Di  | Mi  | Do  | Fr  | Sa  | So  |
| --- | --- | --- | --- | --- | --- | --- | --- |
| 17  |     |     |     |     |     |     | 1   |
| 18  | 2   | 3   | 4   | 5   | 6   | 7   | 8   |
| 19  | 9   | 10  | 11  | 12  | 13  | 14  | 15  |
| 20  | 16  | 17  | 18  | 19  | 20  | 21  | 22  |
| 21  | 23  | 24  | 25  | 26  | 27  | 28  | 29  |
| 22  | 30  | 31  |     |     |     |     |     |

| Juni | Juni | Juni | Juni | Juni | Juni | Juni | Juni |
| Kw   | Mo   | Di   | Mi   | Do   | Fr   | Sa   | So   |
| ---- | ---- | ---- | ---- | ---- | ---- | ---- | ---- |
| 22   |      |      | 1    | 2    | 3    | 4    | 5    |
| 23   | 6    | 7    | 8    | 9    | 10   | 11   | 12   |
| 24   | 13   | 14   | 15   | 16   | 17   | 18   | 19   |
| 25   | 20   | 21   | 22   | 23   | 24   | 25   | 26   |
| 26   | 27   | 28   | 29   | 30   |      |      |      |

| Juli | Juli | Juli | Juli | Juli | Juli | Juli | Juli |
| Kw   | Mo   | Di   | Mi   | Do   | Fr   | Sa   | So   |
| ---- | ---- | ---- | ---- | ---- | ---- | ---- | ---- |
| 26   |      |      |      |      | 1    | 2    | 3    |
| 27   | 4    | 5    | 6    | 7    | 8    | 9    | 10   |
| 28   | 11   | 12   | 13   | 14   | 15   | 16   | 17   |
| 29   | 18   | 19   | 20   | 21   | 22   | 23   | 24   |
| 30   | 25   | 26   | 27   | 28   | 29   | 30   | 31   |

| August | August | August | August | August | August | August | August |
| Kw     | Mo     | Di     | Mi     | Do     | Fr     | Sa     | So     |
| ------ | ------ | ------ | ------ | ------ | ------ | ------ | ------ |
| 31     | 1      | 2      | 3      | 4      | 5      | 6      | 7      |
| 32     | 8      | 9      | 10     | 11     | 12     | 13     | 14     |
| 33     | 15     | 16     | 17     | 18     | 19     | 20     | 21     |
| 34     | 22     | 23     | 24     | 25     | 26     | 27     | 28     |
| 35     | 29     | 30     | 31     |        |        |        |        |

| September | September | September | September | September | September | September | September |
| Kw        | Mo        | Di        | Mi        | Do        | Fr        | Sa        | So        |
| --------- | --------- | --------- | --------- | --------- | --------- | --------- | --------- |
| 35        |           |           |           | 1         | 2         | 3         | 4         |
| 36        | 5         | 6         | 7         | 8         | 9         | 10        | 11        |
| 37        | 12        | 13        | 14        | 15        | 16        | 17        | 18        |
| 38        | 19        | 20        | 21        | 22        | 23        | 24        | 25        |
| 39        | 26        | 27        | 28        | 29        | 30        |           |           |

| Oktober | Oktober | Oktober | Oktober | Oktober | Oktober | Oktober | Oktober |
| Kw      | Mo      | Di      | Mi      | Do      | Fr      | Sa      | So      |
| ------- | ------- | ------- | ------- | ------- | ------- | ------- | ------- |
| 39      |         |         |         |         |         | 1       | 2       |
| 40      | 3       | 4       | 5       | 6       | 7       | 8       | 9       |
| 41      | 10      | 11      | 12      | 13      | 14      | 15      | 16      |
| 42      | 17      | 18      | 19      | 20      | 21      | 22      | 23      |
| 43      | 24      | 25      | 26      | 27      | 28      | 29      | 30      |
| 44      | 31      |         |         |         |         |         |         |

| November | November | November | November | November | November | November | November |
| Kw       | Mo       | Di       | Mi       | Do       | Fr       | Sa       | So       |
| -------- | -------- | -------- | -------- | -------- | -------- | -------- | -------- |
| 44       |          | 1        | 2        | 3        | 4        | 5        | 6        |
| 45       | 7        | 8        | 9        | 10       | 11       | 12       | 13       |
| 46       | 14       | 15       | 16       | 17       | 18       | 19       | 20       |
| 47       | 21       | 22       | 23       | 24       | 25       | 26       | 27       |
| 48       | 28       | 29       | 30       |          |          |          |          |

| Dezember | Dezember | Dezember | Dezember | Dezember | Dezember | Dezember | Dezember |
| Kw       | Mo       | Di       | Mi       | Do       | Fr       | Sa       | So       |
| -------- | -------- | -------- | -------- | -------- | -------- | -------- | -------- |
| 48       |          |          |          | 1        | 2        | 3        | 4        |
| 49       | 5        | 6        | 7        | 8        | 9        | 10       | 11       |
| 50       | 12       | 13       | 14       | 15       | 16       | 17       | 18       |
| 51       | 19       | 20       | 21       | 22       | 23       | 24       | 25       |
| 52       | 26       | 27       | 28       | 29       | 30       | 31       |          |

## Ereignisse

### Politik und Weltgeschehen

#### Heiliges Römisches Reich / Ungarn
- 19. Juli: Der Frieden von Ödenburg beendet einen Konflikt zwischen Kaiser Friedrich III. und dem ungarischen König Matthias Corvinus.
- 5. Oktober: Der Frieden von Zeilsheim beendet die Mainzer Stiftsfehde. Adolf von Nassau erhält das Erzstift Mainz, mit allen seinen im Verlauf der Fehde angehäuften Schulden, Diether von Isenburg erhält als Abfindung ein kleines eigenständiges Fürstentum, bestehend aus den mainzischen Ämtern Höchst mitsamt dem Höchster Schloß als Residenz, Steinheim und Dieburg, und eine erhebliche Summe Geld. Nachdem er seine entsprechenden Verpflichtungen erfüllt hat, löst ihn Papst Pius II. noch im Oktober vom Bann. Eine wichtige Konsequenz des Friedens ist, dass das durch die Stiftsfehde finanziell zerrüttete Kurmainz fast all seine verbliebenen Rechte in Ober- und Niederhessen an die Landgrafen von Hessen abtreten muss. Beide Kontrahenten haben einen der beiden miteinander verfeindeten hessischen Landgrafen als Bündnispartner, Diether den Landgrafen Heinrich III. von Oberhessen, Adolf dessen Bruder Ludwig II. von Niederhessen. Beide haben sich ihren Verbündeten gegenüber schwer verschuldet und mainzische Besitzungen verpfändet, und Adolf muss sämtliche Schulden an beide Landgrafen abgleichen.
- 2. Dezember: Mit dem überraschenden Tod von Herzog Albrecht VI. endet eine langjährige erbitterte Fehde mit seinem Bruder Kaiser Friedrich III. Albrecht hinterlässt keine Kinder und Friedrich erbt damit alle habsburgischen Besitzungen in Österreich ob der Enns und Österreich unter der Enns.
- Der 1459 begonnene Bayerische Krieg endet in einem Vergleich: Ludwig der Reiche zieht sich aus den besetzten Gebieten zurück und Albrecht Achilles verzichtet auf seinen Anspruch auf die Reichsgerichtsbarkeit. Der entsprechende Frieden wurde in Prag ausgehandelt.
- Der Ort Rottweil schließt ein Schutzbündnis mit der Eidgenossenschaft.

#### Osmanisches Reich
- 26. März: David Komnenos, ehemaliger Kaiser von Trapezunt, der seit seiner Absetzung im Jahr 1461 als „Pensionär“ am Hof des osmanischen Sultans Mehmed II. lebt, wird wegen angeblichen Hochverrats verhaftet und eingekerkert. Am 1. November wird er mit nahezu allen männlichen Mitgliedern seiner Familie hingerichtet.

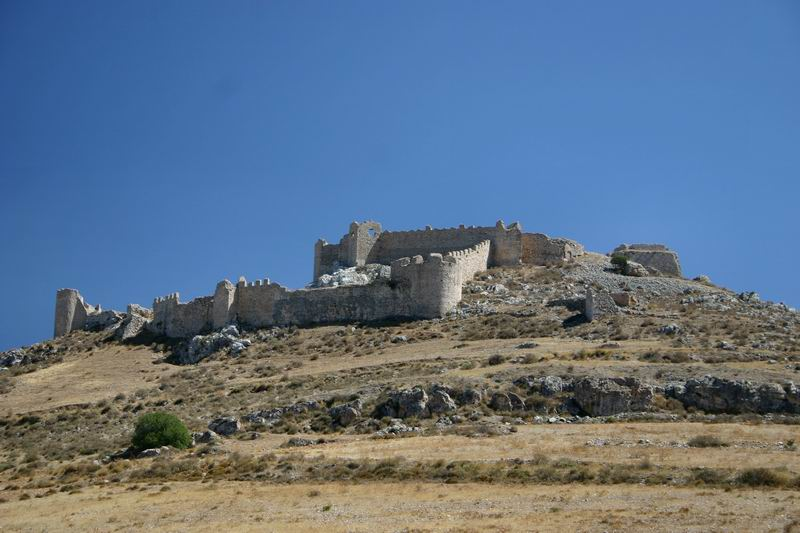
Die Burg Larissa bei Argos

- April: Das Osmanische Reich besetzt die venezianische Stadt Argos auf dem Peloponnes in Griechenland. Der im Vorjahr gewählte Doge Cristoforo Moro, der bis dahin gezögert hat, schwenkt daraufhin in die von Papst Pius II. initiierte antitürkische Allianz ein.

#### Königreich Bosnien
- Die Osmanen erobern Königreich Bosnien. Der letzte bosnische König Stjepan Tomašević wird von Sultan Mehmed II. besiegt und nach der Gefangennahme hingerichtet.

#### Urkundliche Ersterwähnungen
- Rehetobel wird erstmals urkundlich erwähnt.

### Gesellschaft
- 5. Januar: Der 32-jährige François Villon wird mitten im Winter durch ein Gerichtsurteil aus Paris verbannt. Das weitere Schicksal des Dichters ist unbekannt.
- Aus dem Eifelgebiet wird ein Ausbruch der Tanzwut berichtet.

### Religion

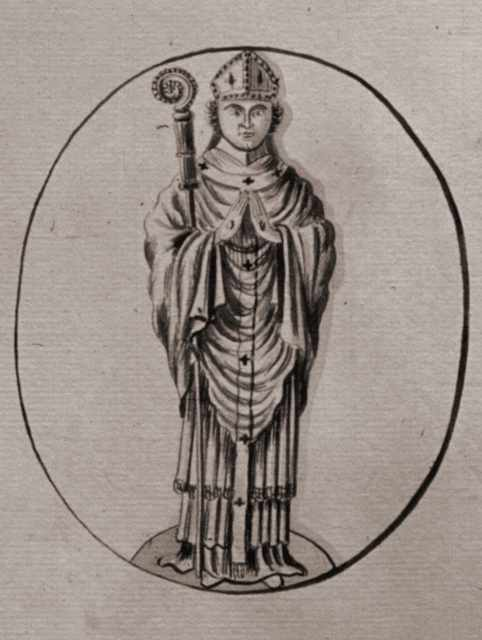
Erzbischof Ruprecht von der Pfalz, zeitgenössische Darstellung

- 30. März: Ruprecht von der Pfalz wird zum Erzbischof von Köln gewählt. Er folgt dem am 14. Februar verstorbenen Dietrich II. von Moers. Zu dessen Nachfolger als Fürstbischof von Paderborn ist bereits am 21. Februar Simon III. zur Lippe gewählt worden. Seine Bestätigung durch Papst Pius II. erfolgt am 18. Mai.
- 26. August: Peter von Schleinitz stirbt. Zu seinem Nachfolger als Bischof von Naumburg wird der Kanzler des sächsischen Kurfürsten Friedrich II., Georg von Haugwitz gewählt, der jedoch nur 12 Tage nach seiner Wahl, am 1. Oktober ebenfalls verstirbt. Dritter Bischof des Jahres wird Dietrich III. von Bocksdorf.

## Geboren

### Geburtsdatum gesichert

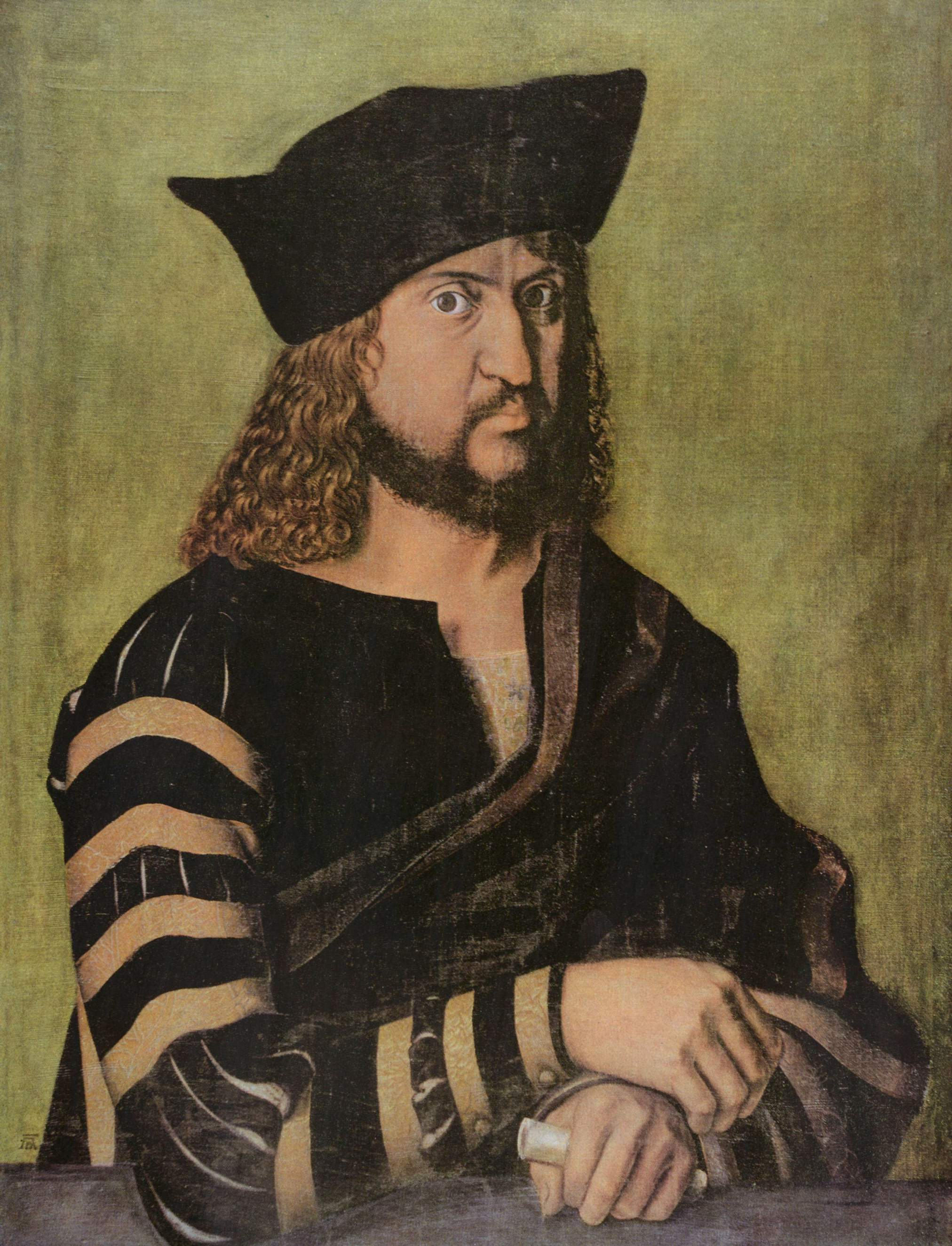
Porträt Friedrichs des Weisen von Albrecht Dürer

- 17. Januar: Friedrich der Weise, deutscher Adliger, Kurfürst von Sachsen († 1525)
- 17. Januar: Antoine Duprat, französischer Kardinal, Kanzler von Frankreich († 1535)
- 24. Februar: Giovanni Pico della Mirandola, italienischer Humanist († 1494)
- 15. März: Johannes Virdung, deutscher Astrologe, Autor († 1538/1539)
- 15. Mai: Margarethe von Hanau-Lichtenberg, deutsche Adlige, Gräfin von Nassau-Wiesbaden († 1504)
- 24. Juni: Heinrich I., Herzog zu Braunschweig und Lüneburg und Fürst von Braunschweig-Wolfenbüttel († 1514)
- 04. August: Lorenzo di Pierfrancesco de’ Medici, florentinischer Bankier, Politiker († 1503)
- 24. August: Jakob von Oldenburg-Delmenhorst, deutscher Adliger, Pirat († 1484)
- 29. September: Ludwig I. von Löwenstein, deutscher Adliger, Reichsgraf, Stammvater des Hauses Löwenstein-Wertheim († 1523)
- 20. Oktober: Alessandro Achillini, italienischer Arzt, Philosoph († 1512)
- 25. Dezember: Johann von Schwarzenberg, Hofmeister des Fürstbischofs von Bamberg († 1528)

### Genaues Geburtsdatum unbekannt
- Heinrich III. Bockholt, deutscher Bischof von Lübeck († 1535)
- Philipp II. von Daun, Erzbischof von Köln († 1515)
- Johannes Engel, deutscher Mediziner, Astronom, Universitätsprofessor († 1512)
- Johann Haller, deutscher Buchdrucker, Verleger († 1525)
- Margarete von Lothringen, französische Adlige, Herzogin von Alençon, Nonne, Selige († 1521)
- Musa Muslihuddin, osmanischer Sufi († 1552)
- Johannes Schiphower, deutscher Theologe, Historiker († nach 1521)

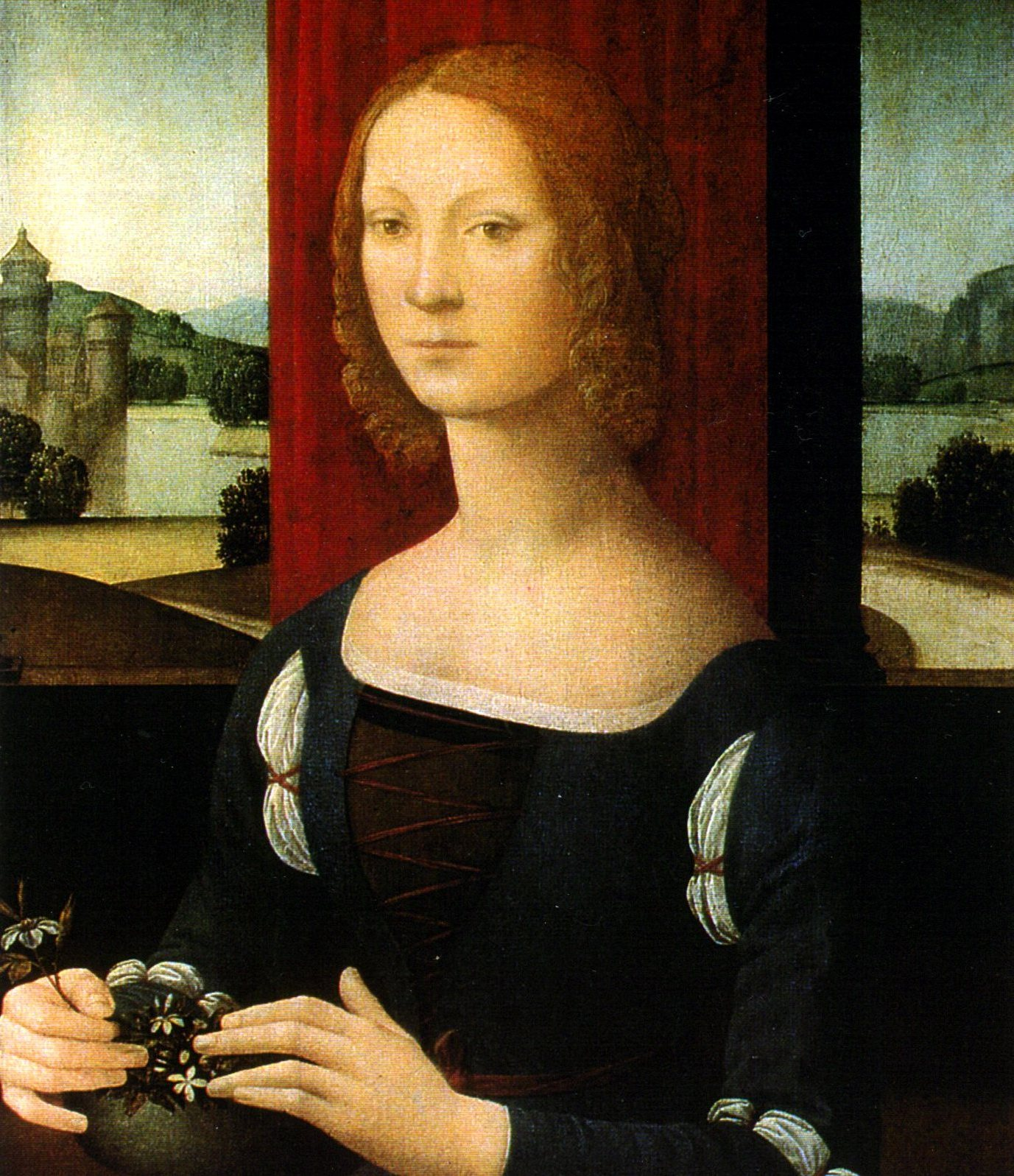
Lorenzo di Credi: Caterina Sforza

- Caterina Sforza, italienische Adlige, Gräfin von Forlì und Herrin von Imola († 1509)
- Katharina zu Stolberg, deutsche Äbtissin († 1535)
- Antonio Tebaldeo, italienischer Autor, Dichter († 1537)

## Gestorben

### Erstes Halbjahr
- 09. Januar: William Neville, 1. Earl of Kent, englischer Adeliger und Politiker (* um 1405)
- 14. Februar: Dietrich II. von Moers, Bischof von Paderborn, Erzbischof des Erzbistums Köln (* um 1385)
- 09. März: Katharina von Bologna, italienische Klarissin, Klostergründerin, Mystikerin, Heilige (* 1413)
- 24. März: Prospero Colonna, italienischer Adliger, Kardinal (* um 1410)
- 11. April: Gerhard III., Erzbischof von Bremen
- 15. April: Wolfgang Holzer, österreichischer Viehhändler, Kaufmann, Ratsherr und Bürgermeister der Stadt Wien (* um 1420)
- 24. April: Kaspar von Breitenlandenberg, Schweizer Fürstabt von St. Gallen
- 27. April: Isidor von Kiew, griechischer Kirchenpolitiker, Metropolit von Moskau (* zwischen 1380 und 1390)
- 31. Mai: Caspar von Schönberg, Bischof von Meißen (* um 1395)
- 04. Juni: Flavio Biondo, italienischer Historiker (* 1392)
- 000Juni: Johann von Ahlefeldt, Geheimer Rat und Herr auf Gut Lehmkuhlen und Wittmold (* 1399)
- 000Juni: Geoffrey Boleyn, englischer Händler, Lord Mayor of London (* 1406)
- 000Juni: Stjepan Tomašević, bosnischer Adliger, Despot von Serbien, König von Bosnien (* 1438)

### Zweites Halbjahr
- 05. Juli: Jean Bureau, französischer Heerführer, Seigneur de Montglat, Bürgermeister von Bordeaux, Großmeister der Artillerie von Frankreich
- 12. Juli: Andreas von Graben zu Sommeregg, österreichischer Adliger, Ritter, Burggraf
- 16. Juli: Bernhard II., deutscher Adliger, Herzog von Sachsen-Lauenburg
- 26. August: Peter von Schleinitz, Bischof von Naumburg
- 23. September: Giovanni di Cosimo de’ Medici, italienischer Bankier, Mäzen  (* 1421)
- 01. Oktober: Johann II. Bose, Bischof von Merseburg
- 01. Oktober: Georg von Haugwitz, Bischof von Naumburg, Kanzler Friedrichs von Sachsen
- 06. Oktober: Friedrich III. von Brandenburg, deutscher Adliger, Markgraf von Brandenburg, Herr der Altmark (* um 1424)
- 22. Oktober: James Berkeley, 1. Baron Berkeley, englischer Adeliger (* um 1394)
- 01. November: David Komnenos, byzantinischer Adliger, Kaiser von Trapezunt
- 12. November: Didakus, spanischer Franziskaner, Laienbruder, Missionar, Heiliger (* um 1400)
- 15. November: Giovanni Antonio Orsini del Balzo, italienischer Adliger, Fürst von Tarent (* 1386 oder 1393)
- 18. November: Johann IV., deutscher Adliger, Herzog von Bayern-München (* 1437)
- 29. November: Marie d’Anjou, französische Adlige, Königin von Frankreich (* 1404)
- 01. Dezember: Maria von Geldern, Königin von Schottland (* um 1434)
- 02. Dezember: Albrecht VI., Herzog von Österreich (* 1418)
- 03. Dezember: Louis II. de Chalon, Fürst von Orange (* 1390)

### Genaues Todesdatum unbekannt
- Mechthild II. von Anhalt, deutsche Äbtissin (* 1392)
- Manuel Chrysaphes, byzantinischer Komponist und Musiktheoretiker (* um 1440)
- Matthäus Ensinger, deutscher Baumeister (* 1390)
- Otto II. von Braunschweig-Göttingen, deutscher Adliger, Herzog von Braunschweig-Lüneburg, Fürst von Göttingen (* um 1380)
- Jakob Kaschauer, österreichischer Bildhauer (* um 1400)
- Yusuf V., maurischer Emir von Granada